# Brannerion
Brannerion es un género extinto de peces prehistóricos del orden Albuliformes. Este género marino fue descrito científicamente por Jordan en 1920.

## Especies
Clasificación del género Brannerion:
- † Brannerion Jordan 1920
  - † Brannerion vestitum (Jordan y Branner, 1908)[2]